# كوكي نيوا
كوكي نيوا وهو لاعب كرة طاولة ياباني من مواليد (1994 اكتوبر 10) حصل على الميدلية الذهبية في أولمبياد الشباب في عام 2010 وفاز ببطولة العالم لتنس الطاولة للناشئين في 2010(الزوجي) و 2011 (الفردي).
في 21 أبريل 2012، قد هزت الصين بخبر حصول ما لونج على المرتبة الأولى عالميًا، ليصبح أول لاعب يتأهل لأولمبياد 2012 من التصفيات الأولمبية الآسيوية. 

## مسيرتة الرياضية
بدا مسيرتة المهنية في نادي للناشئين في عام 2008. وصل إلى ربع النهائي في بطولة الهند للناشئين لعام 2008 في الهند، وفاز بلقب الزوجي مع شريكه يوكي هيرانو. في بطولة العالم للناشئين لعام 2008 في مدريد، إسبانيا، شارك مع كينتا ماتسودايرا للوصول إلى الدور نصف النهائي.